# Обратный словарь
Обратный словарь — словарь, в котором слова отсортированы в алфавитном порядке с учётом обратного чтения, то есть не по начальным, а по конечным буквам. Для удобства поиска выравнивание списка слов в таком словаре идёт не по левому, а по правому краю (для языков с письмом слева направо).
Обратный словарь помогает изучать языки, имеющие суффиксальную агглютинацию, в которых конец слова несёт бо́льшую грамматическую нагрузку, чем начало. Такие словари полезны при изучении словообразования (суффиксального, постфиксального), особенностей строения конца слов. В компьютерной лингвистике они используются как основа для составления и проверки словарей словоформ.
Обратный словарь также может быть использован в качестве словаря рифм.

## Список обратных словарей
- Обратный словарь русского языка. Бильфельдт Г. Берлин, 1958.
- Греве Р., Крёше Г. Обратный словарь русского языка / Под ред. М. Фасмера. Висбаден, 1958—1959.
- Обратный словарь русского языка / Науч. конс. А. А. Зализняк, Р. В. Бахтурина, Е. М. Сморгунова. М., 1974.
- Кудрявцева Л. А. Обратный деривационный словарь русских новообразований. Киев, 1993.
- Обратный словарь казахского языка (см. Бектаев, Калдыбай Бектаевич).
- Обратный словарь португальского языка. ред. Вольф, Е. М., М.: Наука, 1971.
- Bernstein, Theodore, Bernstein’s Reverse Dictionary, Crown, New York, 1975. (Английский язык).
- Reader’s Digest, Reverse Dictionary, 1989. (Английский язык).
- S. Theissen, R. Alexis, M. Kefer, G.-T. Tewilt: Rückläufiges Wörterbuch des Deutschen. C.I.P.L., Liège 1992. (Немецкий язык).
- Обратен речник на съвременния български език. ред. Андрейчин Л. София: Издателство на Българската академия на науките, 1975 (Болгарский язык).
- Зализняк А. А. Грамматический словарь русского языка.
- Reverse Dictionary of Mordvin (Обратный словарь мордовских языков). Й. Луутонен, М. Мосин, В. Щанкина. Helsinki, 2004.